# Homophysodes morbidalis
Homophysodes morbidalis är en fjärilsart som beskrevs av Dyar 1914. Homophysodes morbidalis ingår i släktet Homophysodes och familjen Crambidae. Inga underarter finns listade i Catalogue of Life.